# Break a leg
Ідіома "Break a leg" вживається, коли ми бажаємо комусь удачі. Також, цей ідіоматичний вираз можна перекласти як "Ні пуху, ні пера" або "Щасти". 
"Break a leg" — характерна англійська ідіома, що вживається в театрі та інших видах сценічного мистецтва, щоб побажати артисту удачі. Іронічний або нелітературний вислів невизначеного походження (мертва метафора), який дослівно перекладається як "зламайте ногу", зазвичай кажуть акторам і музикантам перед виходом на сцену або перед прослуховуванням. Хоча термін, ймовірно, походить з німецької мови, англійський вираз вперше з'явився у 1930-х або, можливо, 1920-х роках, спочатку задокументований без конкретних театральних асоціацій. Серед професійних танцюристів традиційним висловом є не "break a leg", а французьке слово "merde". 

## Нетеатральне походження

### Їдишсько-німецька теорія каламбуру
Етимологи та інші науковці найчастіше надають перевагу цій теорії як достовірній.    Термін, можливо, був запозиченим з німецької фрази "Hals- und Beinbruch", дослівно "перелом шиї та ноги", яка сама по собі є калькою з фрази на їдиші (їдиш: הצלחה און ברכה, латинізовано: hatsloche un broche, досл. "успіх і благословення", іврит: hatzlacha u-bracha), побажання удачі, через гумористичну схожість вимови фрази на їдиші з неспорідненою німецькою фразою  . Наприклад, повідомляється, що пілоти Люфтваффе використовували фразу Hals- und Beinbruch, щоб побажати один одному удачі. Німецькомовний термін продовжує означати "удача", але все ще не є специфічним для театру.

### Теорія марновірств
Ірландський націоналіст Роберт Вілсон Лінд опублікував статтю "На захист марновірства" у випуску New Statesman, британського ліберального політичного та культурного журналу, від 1 жовтня 1921 року, в якій назвав театр другою найбільш забобонною інституцією в Англії після кінних перегонів. Лінд стверджував, що на перегонах бажати людині удачі вважається нещасливим, тому "слід сказати щось образливе, наприклад, "Щоб ти зламав ногу!" . Таким чином, вислів міг відображати нині забутий забобон (можливо, театральний, хоча згадка Лінда 1921 року не стосується театру), в якому пряме побажання людині "удачі" вважалося б поганою прикметою, тому використовувався альтернативний спосіб побажання удачі.    Лінд жодним чином не пов'язував цю фразу з театралами, але він був знайомий з багатьма з них і часто спілкувався з акторами за лаштунками.

## Театральне походження
Згадана вище теорія щодо Hals- und Beinbruch, німецької приказки їдишського походження, припускає, що термін перейшов з німецької авіації в німецьке суспільство загалом, а потім, вже у 1920-х роках, в американський (або британський, а потім американський) театр. Англійський переклад терміну, ймовірно, пояснюється німецькомовними єврейськими іммігрантами, які увійшли в американську індустрію розваг після Першої світової війни.   Альтернативна теорія, згідно з якою термін відображає іронічне марновірство, відносить його до того самого періоду, що і згаданий вище термін.
Найперший опублікований приклад, що стосується саме театрального контексту, походить з автобіографії американської письменниці Едни Фербер 1939 року "Своєрідний скарб", в якій вона пише про захоплення театром, коли "всі дублери сидять у задньому ряду і ввічливо бажають різним акторам зламати ногу" . 1948 року американський драматург Бернард Собел у "Театральному довіднику та збірнику п'єс" описує театральні забобони: "Перед початком вистави актори ніколи не бажають один одному удачі, а кажуть: "I hope you break a leg.".  Існує кілька анекдотичних свідчень з театральних мемуарів та особистих листів ще з 1920-х років[2][17].

## У масовій культурі
У бродвейській музичній комедії "Продюсери" 2001 року є пісня під назвою "It's Bad Luck To Say 'Good Luck' On Opening Night" (укр. Погана прикмета - бажати удачі на прем'єрі), в якій продюсер-початківець Лео Блум отримує вказівку, що правильний спосіб побажати комусь удачі на Бродвеї - це сказати "break a leg". За мить зірка шоу ламає ногу, що заважає йому виступати, а в наступній сцені він ламає й іншу ногу. Цей номер також з'являється у кіноверсії мюзиклу 2005 року.